# Just Fly Away
《Just Fly Away》是日本女性創作歌手米倉千尋的第12張單曲。2000年2月2日由STARCHILD（King Records旗下公司）發行。

## 概要
《Just Fly Away》是動畫《六門天外》採選當作主題歌曲使用的單曲。另外，初回盤有附贈同名動畫「米倉千尋×六門天外」的卡片。

## 收錄歌曲
所有歌曲由米倉千尋作詞。
1. Just Fly Away
  - 作曲：米倉千尋，編曲：勝又隆一
  - 東京電視台電視動畫《六門天外》前半季片頭主題曲、電影動畫《劇場版 六門天外 ～傳說的火焰龍～》劇中插入曲
  - 後來都在米倉她的第5張個人專輯《apples（日语：apples）》、精選專輯《BEST OF CHIHIROX（日语：BEST OF CHIHIROX）》收錄。
2. Sweet True Love
  - 作詞：米倉千尋，作曲、編曲：MASAKI
  - 東京電視台電視動畫《六門天外》前半季片尾主題曲
  - 後來在精選專輯《BEST OF CHIHIROX》收錄。
3. Just Fly Away（off vocal version）
4. Sweet True Love（off vocal version）